# Seniorherzog
Seniorherzog (lateinisch: Princeps, polnisch: Senior książę) war in der Zeit des polnischen Partikularismus von 1139 bis 1306 der Titel des jeweils ältesten Piastenherzogs in Polen. Der Seniorherzog war zugleich Herzog von Krakau, weswegen dieses Herzogtum auch als Senioratsprovinz bezeichnet wurde.
Herzog Bolesław III. Schiefmund hatte Polen in seinem Testament von 1138 in fünf Teilherzogtümer eingeteilt: Großpolen (ging mit dem westlichen Anteil an Mieszko III.), Masowien mit östlichen Kujawien (ging an Bolesław IV.), Kleinpolen-Sandomir (an Heinrich von Sandomir), Schlesien (ging zusammen mit der Senioratsprovinz an Władysław II.) und in die Hauptprovinz Kleinpolen mit Sitz in Krakau, die Sieradz mit Umgebung, östliches Großpolen, westliches Kujawien sowie das Supremat über Pommerellen und das Herzogtum Pommern enthielt.
Krakau erhielt keinen erblichen Herzog und wurde Seniorherzogtum: Der jeweilige Familienälteste der Piastendynastie sollte nach den Plänen Boleslaws die Würde des Seniorherzogs bekleiden. Damit verbunden war die Bewahrung der Reichsinsignien. Das Seniorherzogtum schrumpfte mit der Zeit auf den westlichen Teil Kleinpolens. Auch drängten sich mehrfach andere Piastenherzöge, die nicht der Älteste Sohn aller Piastengeschlechter waren, in die Position des Princeps, aber grundsätzlich bestand die Institution des Seniorherzogs bis zur Wiederherstellung des Königtums durch Przemysł II. 1295. Er wurde am 26. Juni 1295 mit Erlaubnis von Papst Bonifatius VIII. in Gnesen zum polnischen König gekrönt, wodurch die Zeit der schwachen Seniorherzogswürde beendet wurde.